# Хасан-хан
Хасан-хан (*д/н — бл. 1369) — хан Золотої Орди в 1368—1369 роках.

## Життєпис
Походив з династії Чингізидів, нащадок Шибана, сина Джучі. За різними відомостями, був братом або небожем хана Мір-Пулада. Після повалення останнього у 1363 році кочував у районі Приазов'я. У 1368 році, скориставшись походом темніка Мамая до Криму, а також боротьбою між Абдулах-ханом та Олджа-Тимуром, вирішив захопити столицю держави — Новий Сарай. Наприкінці 1368 року повалив Олджа-Тимура, захопивши столицю.
Втім, у 1369 році в свою чергу змушений був відступити під тиском загонів Пулад-Тимура, що захопив Новий Сарай. Подальша доля Хасан-хана невідома: або загинув у битві з Пулад-Тимуром, або втік до Булгарії. Остання версія базується на відомостях, що у 1370-х роках у Волзький Булгарії панував Асан (Хасан). Проте їх не слід плутати, оскільки Асана у 1367 році призначив намісником хана Азіз-шейх.